# Lista över medverkande i Så ska det låta
Detta är en lista över de som har medverkat i SVT:s underhållningsprogram Så ska det låta.

## Säsong 1 (1997)
Den första säsongen av "Så ska det låta" började sändas fredagen den 17 januari 1997 med säsongsavslutning fredagen den 4 april 1997. Programledare var Peter Harryson. Lagledare och pianister var Anders Berglund och Robert Wells. Anders Berglund och Robert Wells satt kvar som pianister fram till säsong 10. Wells tog en paus säsong 9 då Tina Ahlin klev in som pianist. Även Peter Harryson var kvar som programledare fram till säsong 10.
| Nr | Nr | Datum            | Anders Berglunds lag:                 | Robert Wells lag:                       | Tittare   |
| -- | -- | ---------------- | ------------------------------------- | --------------------------------------- | --------- |
| 1  | 1  | 17 januari 1997  | Sharon Dyall och Allan Svensson       | Peter Jöback och Siw Malmkvist          | 1 386 000 |
| 2  | 2  | 24 januari 1997  | Mi Ridell och Philip Zandén           | Anna-Lotta Larsson och Sven Wollter     | 1 383 000 |
| 3  | 3  | 31 januari 1997  | Sylvia Lindenstrand och Örjan Ramberg | Marie Bergman och Anders Ekborg         | 1 440 000 |
| 4  | 4  | 7 februari 1997  | Lill Lindfors och Göran Rudbo         | Tommy Körberg och Helen Sjöholm         | 1 428 000 |
| 5  | 5  | 14 februari 1997 | Jeja Sundström och Göran Fristorp     | Sofia Källgren och Johan Ulveson        | 1 540 000 |
| 6  | 6  | 21 februari 1997 | Per Fritzell och Kattis Ahlström      | Lasse Lönndahl och Blossom Tainton      | 1 759 000 |
| 7  | 7  | 28 februari 1997 | Carina Lidbom och Casper Janebrink    | Lasse Eriksson och Grynet Molvig        | 1 967 000 |
| 8  | 8  | 7 mars 1997      | Camilla Henemark och Roger Pontare    | Jessica Zandén och Per Eggers           | 1 895 000 |
| 9  | 9  | 15 mars 1997     | Kerstin Granlund och Lasse Kronér     | Tina Leijonberg och Lennart R. Svensson | 1 950 000 |
| 10 | 10 | 21 mars 1997     | Ann-Louise Hanson och Lasse Brandeby  | Maud Adams och Dan Ekborg               | 2 187 000 |
| 11 | 11 | 28 mars 1997     | Viktoria Tolstoy och Putte Wickman    | Lill-Babs och Kjell Lönnå               | 2 188 000 |
| 12 | 12 | 4 april 1997     | Cyndee Peters och Christer Lindarw    | Lotta Ramel och Johannes Brost          | 1 938 000 |

## Säsong 2 (1997–1998)
Den andra säsongen av "Så ska det låta" började sändas fredagen den 21 november 1997 med säsongsavslutning fredagen den 16 januari. Programledare var återigen Peter Harryson och pianister var återigen Anders Berglund och Robert Wells.
| Nr | Nr | Datum            | Anders Berglunds lag:                  | Robert Wells lag:                        | Tittare   |
| -- | -- | ---------------- | -------------------------------------- | ---------------------------------------- | --------- |
| 13 | 1  | 21 november 1997 | Christer Sjögren och Francesca Quartey | Kikki Danielsson och Ewert Ljusberg      | 2 630 000 |
| 14 | 2  | 28 november 1997 | Richard Carlsohn och Görel Crona       | Thore Skogman och Myrra Malmberg         | 2 635 000 |
| 15 | 3  | 5 december 1997  | Ronny Eriksson och Arja Saijonmaa      | Charlott Strandberg och Klas Möllberg    | 2 679 000 |
| 16 | 4  | 12 december 1997 | Ted Åström och Titti Sjöblom           | Jan Johansen och Eva Bysing              | 2 929 000 |
| 17 | 5  | 19 december 1997 | Sylvia Vrethammar och Lasse Lindbom    | Kalle Moraeus och Py Bäckman             | 2 753 000 |
| 18 | 6  | 23 december 1997 | Tommy Körberg och Siw Malmkvist        | Lasse Kronér och Sofia Källgren          | 1 870 000 |
| 19 | 7  | 2 januari 1998   | Lotta Engberg och Björn Skifs          | Charlotte Nilsson och Svante Thuresson   | 2 940 000 |
| 20 | 8  | 9 januari 1998   | Hasse Andersson och Anna Norberg       | Thorleif Torstensson och Lizette Pålsson | 2 763 000 |
| 21 | 9  | 16 januari 1998  | Kristin Kaspersen och Sten Nilsson     | Bosse Larsson och Babben Larsson         | 2 257 000 |

## Säsong 3 (1998)
Den tredje säsongen av "Så ska det låta" började sändas fredagen den 20 mars 1998 med säsongsavslutning fredagen den 22 maj. Programledare var återigen Peter Harryson och pianister var återigen Anders Berglund och Robert Wells.
| Nr | Nr | Datum         | Anders Berglunds lag:                     | Robert Wells lag:                      | Tittare   |
| -- | -- | ------------- | ----------------------------------------- | -------------------------------------- | --------- |
| 22 | 1  | 20 mars 1998  | Lasse Holm och Elisabeth Andreassen       | Gladys del Pilar och Tomas Bolme       | 1 974 000 |
| 23 | 2  | 27 mars 1998  | Ulf Larsson och Pernilla Wahlgren         | Per Mattsson och Lisa Gustafsson       | 2 507 000 |
| 24 | 3  | 3 april 1998  | Knut Agnred och Cecilia Vennersten        | Mike Watson och My Holmsten            | 2 386 000 |
| 25 | 4  | 10 april 1998 | Richard Herrey och Ingela 'Pling' Forsman | Björn Kjellman och Lena Willemark      | 2 356 000 |
| 26 | 5  | 17 april 1998 | Anders Eriksson och Maria Lundqvist       | Göran Gillinger och Monica Dominique   | 2 439 000 |
| 27 | 6  | 24 april 1998 | Sven Melander och Eva Rydberg             | Stefan Ljungqvist och Annika Ljungberg | 2 278 000 |
| 28 | 7  | 1 maj 1998    | Jonas Gardell och Towa Carson             | Adde Malmberg och Meta Roos            | 2 071 000 |
| 29 | 8  | 8 maj 1998    | Lasse Tennander och Divina Sarkany        | Anders Lundin och Ewa Roos             | 2 123 000 |
| 30 | 9  | 15 maj 1998   | Christer Björkman och Petra Nielsen       | Lennart Grahn och Jenny Öhlund         | 1 771 000 |
| 31 | 10 | 22 maj 1998   | Ken Wennerholm och Susanne Alfvengren     | Hans Dahlman och Anna-Lena Brundin     | 1 976 000 |

## Säsong 4 (1999)
Den fjärde säsongen av "Så ska det låta" började sändas fredagen den 12 februari 1999 med säsongsavslutning fredagen den 16 april. Programledare var återigen Peter Harryson och pianister var återigen Anders Berglund och Robert Wells.
| Nr | Nr | Datum            | Anders Berglunds lag:                          | Robert Wells lag:                    | Tittare   |
| -- | -- | ---------------- | ---------------------------------------------- | ------------------------------------ | --------- |
| 32 | 1  | 12 februari 1999 | Wenche Myhre och Lars-Åke 'Babsan' Wilhelmsson | Mi Ridell och Peter Lundblad         | 2 729 000 |
| 33 | 2  | 19 februari 1999 | Anki Albertsson och Christer Nerfont           | Anna-Lotta Larsson och Nils Landgren | 2 477 000 |
| 34 | 3  | 26 februari 1999 | Tina Leijonberg och Bert-Åke Varg              | Helena Bergström och Björn Skifs     | 2 557 000 |
| 35 | 4  | 5 mars 1999      | Anneli 'Pandora' Magnusson och Nick Borgen     | Jill Johnson och Stefan Sauk         | 2 621 000 |
| 36 | 5  | 12 mars 1999     | Brasse Brännström och Sussie Eriksson          | Svenne Hedlund och Lil Terselius     | 2 727 000 |
| 37 | 6  | 19 mars 1999     | Tintin Anderzon och Claes af Geijerstam        | Nanne Grönvall och Fredrik Lindström | 2 584 000 |
| 38 | 7  | 26 mars 1999     | Siw Malmkvist och Jan Rippe                    | Gunilla Backman och Olle Persson     | 2 432 000 |
| 39 | 8  | 2 april 1999     | Sharon Dyall och Dan Hylander                  | Anna-Lena Löfgren och Östen Eriksson | 1 736 000 |
| 40 | 9  | 9 april 1999     | Lotta Engberg och John Harryson                | Pia Johansson och Karl Dyall         | 2 407 000 |
| 41 | 10 | 16 april 1999    | Anna Book och Owe Thörnqvist                   | Kikki Danielsson och Bosse Parnevik  | 2 336 000 |

## Säsong 5 (1999–2000)
Den femte säsongen av "Så ska det låta" började sändas fredagen den 26 november 1999 med säsongsavslutning fredagen den 4 februari 2000. Programledare var återigen Peter Harryson och pianister var återigen Anders Berglund och Robert Wells.
| Nr | Nr | Datum            | Anders Berglunds lag:                    | Robert Wells lag:                         | Tittare   |
| -- | -- | ---------------- | ---------------------------------------- | ----------------------------------------- | --------- |
| 42 | 1  | 26 november 1999 | Maria Lundqvist och Ken Wennerholm       | Carola Søgaard och Göran Rudbo            | 2 864 000 |
| 43 | 2  | 3 december 1999  | Tommy Körberg och Sanne Salomonsen       | Åsa Bergh och Niklas Andersson            | 3 085 000 |
| 44 | 3  | 10 december 1999 | Charlotte Nilsson och Peter Carlsson     | Lena Philipsson och Christer Sandelin     | 3 096 000 |
| 45 | 4  | 17 december 1999 | Titti Sjöblom och Charlie Norman         | Evabritt Strandberg och Martin Stenmarck  | 2 899 000 |
| 46 | 5  | 23 december 1999 | Lill Lindfors och Anders Ekborg          | Anne Sofie von Otter och Bengan Johansson | 1 936 000 |
| 47 | 6  | 7 januari 2000   | Pernilla Wahlgren och Martin Svensson    | Anna Norberg och Eddie Oliva              | 2 666 000 |
| 48 | 7  | 14 januari 2000  | Lill-Babs och Magnus Carlsson            | Kayo Shekoni och Tommy Blom               | 2 825 000 |
| 49 | 8  | 21 januari 2000  | Gitte Tinglöf-Källman och Claes Malmberg | Laila Westersund och Fred Johanson        | 2 665 000 |
| 50 | 9  | 28 januari 2000  | Margareta Kjellberg och Gabriel Forss    | Ebba Blitz och Thorleif Torstensson       | 2 553 000 |
| 51 | 10 | 4 februari 2000  | Vivian Cardinal och Mats Ronander        | Gunilla Åkesson och Klas Möllberg         | 2 745 000 |

## Säsong 6 (2000)
Den sjätte säsongen av "Så ska det låta" började sändas fredagen den 6 oktober 2000 med säsongsavslutning fredagen den 15 december. Programledare var återigen Peter Harryson och pianister var återigen Anders Berglund och Robert Wells.
| Nr | Nr | Datum            | Anders Berglunds lag:               | Robert Wells lag:                   | Tittare   |
| -- | -- | ---------------- | ----------------------------------- | ----------------------------------- | --------- |
| 52 | 1  | 6 oktober 2000   | Nanne Grönvall och Markoolio        | Jill Johnson och Kalle Moraeus      | 2 543 000 |
| 53 | 2  | 13 oktober 2000  | Sharon Dyall och Niklas Hjulström   | Sofia Källgren och Jan Åström       | 2 425 000 |
| 54 | 3  | 20 oktober 2000  | Helen Sjöholm och Niklas Strömstedt | Tove Naess och Tommy Nilsson        | 2 691 000 |
| 55 | 4  | 27 oktober 2000  | Tina Ahlin och Anders Lundin        | Susie Päivärinta och Jan Johansen   | 2 366 000 |
| 56 | 5  | 3 november 2000  | Jenny Öhlund och Göran Engman       | Lena Andersson och Jahn Teigen      | 2 594 000 |
| 57 | 6  | 10 november 2000 | Katarina Ewerlöf och Johan Rabaeus  | Paula Pennsäter och Lasse Lönndahl  | 2 424 000 |
| 58 | 7  | 24 november 2000 | Hanna Hedlund och Roger Pontare     | Lasse Berghagen och Monica Forsberg | 2 563 000 |
| 59 | 8  | 1 december 2000  | Myrra Malmberg och Dave Nerge       | Py Bäckman och Christer Nerfont     | 2 385 000 |
| 60 | 9  | 8 december 2000  | Cyndee Peters och Janne Önnerud     | Lizette Pålsson och Per Myrberg     | 2 502 000 |
| 61 | 10 | 15 december 2000 | Birgitta Jacobsson och Knut Agnred  | Annelie Roswall och Per Fritzell    | 2 803 000 |

## Säsong 7 (2002)
Den sjunde säsongen av "Så ska det låta" började sändas fredagen den 11 januari 2002 med säsongsavslutning fredagen den 19 april. Programledare var återigen Peter Harryson och pianister var återigen Anders Berglund och Robert Wells.
| Nr | Nr | Datum           | Anders Berglunds lag:                 | Robert Wells lag:                      | Tittare   | Om programmet                                               |
| -- | -- | --------------- | ------------------------------------- | -------------------------------------- | --------- | ----------------------------------------------------------- |
|    | 0  | 4 januari 2002  |                                       |                                        |           | Musikaliska pärlor ur Så ska det låta under åren 1997-2001. |
| 62 | 1  | 11 januari 2002 | Gigi Hamilton och Niclas Wahlgren     | Andreas Lundstedt och Magnus Carlsson  | 3 479 000 |                                                             |
| 63 | 2  | 18 januari 2002 | Jakob Stadell och Helena af Sandeberg | Regina Lund och Peter Stormare         | 3 036 000 |                                                             |
| 64 | 3  | 25 januari 2002 | Jørgen Olsen och Niels Olsen          | Nina Inhammar och Kim Kärnfalk         | 2 603 000 |                                                             |
| 65 | 4  | 1 februari 2002 | Hanna Hedlund och Lasse Kronér        | Birgit Carlstén och Thomas Petersson   | 2 711 000 |                                                             |
| 66 | 5  | 8 mars 2002     | Jonas Gardell och Brita Borg          | Ola Forssmed och Maria Rådsten         | 2 544 000 |                                                             |
| 67 | 6  | 15 mars 2002    | Tommy Körberg och Lisa Nilsson        | Fredrik Swahn och Kisa Magnusson       | 2 691 000 |                                                             |
| 68 | 7  | 22 mars 2002    | Anders Eriksson och Sanna Nielsen     | Tito Beltrán och Elisabeth Andreassen  | 2 675 000 |                                                             |
| 69 | 8  | 29 mars 2002    | Monia Sjöström och Lalla Hansson      | Christer Sjögren och Ann-Louise Hanson | 2 432 000 |                                                             |
| 70 | 9  | 5 april 2002    | Mikael Rickfors och Babben Larsson    | Åsa Jinder och CajsaStina Åkerström    | 2 626 000 |                                                             |
| 71 | 10 | 12 april 2002   | Kristin Kaspersen och Ulf Larsson     | Malena Ernman och Reuben Sallmander    | 2 706 000 |                                                             |
| 72 | 11 | 19 april 2002   | Peter Flack och Git Persson           | Martin Stenmarck och Anne-Lie Rydé     | 2 562 000 |                                                             |

## Säsong 8 (2003)
Den åttonde säsongen av "Så ska det låta" började sändas fredagen den 17 januari 2003 med säsongsavslutning fredagen den 21 mars. Programledare var återigen Peter Harryson och pianister var återigen Anders Berglund och Robert Wells.
| Nr | Nr | Datum            | Anders Berglunds lag:                              | Robert Wells lag:                      | Tittare   |
| -- | -- | ---------------- | -------------------------------------------------- | -------------------------------------- | --------- |
| 73 | 1  | 17 januari 2003  | Vivian Cardinal och Christopher Wollter            | Anna Sahlin och Bengt Dalqvist         | 3 064 000 |
| 74 | 2  | 24 januari 2003  | Gladys del Pilar, Kayo Shekoni och Blossom Tainton | Mats Lagerwall & Ingemar Wallén        | 3 105 000 |
| 75 | 3  | 31 januari 2003  | Vanna Rosenberg och Robert Gustafsson              | Jessica Folcker och Andreas Lundstedt  | 2 957 000 |
| 76 | 4  | 7 februari 2003  | Kikki Danielsson och Lotta Engberg                 | Richard Herrey och Christer Björkman   | 3 333 000 |
| 77 | 5  | 14 februari 2003 | Lill Lindfors och Jonas Gardell                    | Malena Laszlo och Fred Johanson        | 3 047 000 |
| 78 | 6  | 21 februari 2003 | Lena Philipsson och Björn Skifs                    | Josefine Sundström och Andreas Nilsson | 3 134 000 |
| 79 | 7  | 28 februari 2003 | Gunilla Backman och Dan Ekborg                     | Alice Babs och Titti Sjöblom           | 3 086 000 |
| 80 | 8  | 7 mars 2003      | Anneli Alhanko och Jan Åström                      | Charlotte Nilsson och Linus Wahlgren   | 2 859 000 |
| 81 | 9  | 14 mars 2003     | Sanne Salomonsen och Mats Ronander                 | Gertrud Stenung och Lise Hummel        | 2 917 000 |
| 82 | 10 | 21 mars 2003     | Tommy Körberg och Claes Malmberg                   | Emilia Mitiku och Markoolio            | 2 816 000 |

## Säsong 9 (2004)
Den nionde säsongen av "Så ska det låta" började sändas fredagen den 16 januari 2004 med säsongsavslutning fredagen den 19 mars. Programledare var Peter Harryson, pianister var Anders Berglund och istället för Robert Wells deltog Tina Ahlin.
| Nr | Nr | Datum            | Anders Berglunds lag:                 | Tina Ahlins lag:                        | Tittare   |
| -- | -- | ---------------- | ------------------------------------- | --------------------------------------- | --------- |
| 83 | 1  | 16 januari 2004  | Jessica Andersson och Magnus Bäcklund | Pernilla Wahlgren och Jan Johansen      | 3 168 000 |
| 84 | 2  | 23 januari 2004  | Lena Philipsson och Robert Gustafsson | Rigmor Gustafsson och Anders Lundin     | 2 847 000 |
| 85 | 3  | 30 januari 2004  | LaGaylia Frazier och Martin Stenmarck | Magnus Carlsson och Andreas Lundstedt   | 2 516 000 |
| 86 | 4  | 6 februari 2004  | Anna Sahlin och Brolle                | Christer Sandelin och Tommy Ekman       | 2 531 000 |
| 87 | 5  | 13 februari 2004 | Jill Johnson och Hans Rosenfeldt      | Nanne Grönvall och Peter Grönvall       | 2 677 000 |
| 88 | 6  | 20 februari 2004 | Lotta Bromé och Andrés Esteche        | Nina Inhammar och Kim Kärnfalk          | 2 674 000 |
| 89 | 7  | 27 februari 2004 | Jörgen Mörnbäck och Annika Thörnquist | Wille Crafoord och Johan Johansson      | 2 645 000 |
| 90 | 8  | 5 mars 2004      | Sara Sommerfeld och Peter Jezewski    | Babben Larsson och Sussie Eriksson      | 2 496 000 |
| 91 | 9  | 12 mars 2004     | DeDe Lopez och Mathias Holmgren       | Monica Silverstrand och Anders Ekborg   | 2 655 000 |
| 92 | 10 | 19 mars 2004     | Sarah Dawn Finer och Stefan Sauk      | Anna-Lotta Larsson och Christer Sjögren | 2 687 000 |

## Säsong 10 (2005)
Den tionde säsongen av "Så ska det låta" började sändas fredagen den 28 januari 2005 med säsongsavslutning fredagen den 1 april. Programledare var Peter Harryson. Robert Wells var tillbaka som pianist tillsammans med Anders Berglund. Tina Ahlin kom tillbaka som tävlande i första programmet tillsammans med Anne-Lie Rydé.
| Nr  | Nr | Datum            | Anders Berglunds lag:                     | Robert Wells lag:                       | Tittare                 |
| --- | -- | ---------------- | ----------------------------------------- | --------------------------------------- | ----------------------- |
| 93  | 1  | 28 januari 2005  | Jill Johnson och Christer Lindarw         | Tina Ahlin och Anne-Lie Rydé            | Cirka 3 195 000 tittare |
| 94  | 2  | 4 februari 2005  | Martin Stenmarck och Robert Gustafsson    | Lena Philipsson och Jonas Gardell       | Cirka 2 984 000 tittare |
| 95  | 3  | 11 februari 2005 | Siw Malmkvist och Peter Settman           | Christer Sjögren och Charlotte Perrelli | Cirka 2 770 000 tittare |
| 96  | 4  | 18 februari 2005 | Elisabeth Andreassen och Kikki Danielsson | Magnus Carlsson och Sofia Källgren      | Cirka 2 780 000 tittare |
| 97  | 5  | 25 februari 2005 | Lasse Kronér och Vivian Cardinal          | Lotta Engberg och Lasse Berghagen       | Cirka 2 755 000 tittare |
| 98  | 6  | 4 mars 2005      | LaGaylia Frazier och Karl Martindahl      | Brolle och Pernilla Wahlgren            | Cirka 2 860 000 tittare |
| 99  | 7  | 11 mars 2005     | Lill Lindfors och Fred Johanson           | Jessica Andersson och Andreas Lundstedt | Cirka 2 805 000 tittare |
| 100 | 8  | 18 mars 2005     | Sussie Eriksson och Anders Lundin         | Gunilla Backman och Peter Jöback        | Cirka 2 785 000 tittare |
| 101 | 9  | 25 mars 2005     | Sara Löfgren och Niclas Wahlgren          | Shirley Clamp och Fredrik Kempe         | Cirka 2 530 000 tittare |
| 102 | 10 | 1 april 2005     | Sharon Dyall och Anders Ekborg            | Jan Åström och Andreas Nilsson          | Cirka 2 500 000 tittare |

## Säsong 11 (2006)
Den elfte säsongen av "Så ska det låta" började sändas fredagen den 3 mars 2006 med säsongsavslutning fredagen den 19 maj. Denna säsong genomgick programmet en större förändring då inte bara pianisterna byttes ut, utan även programledaren. Programledare var komikern och programledaren Peter Settman. Pianister var Stefan Gunnarsson och Putte Nelsson. Stefan Gunnarsson och Putte Nelsson satt kvar som pianister fram till den 16 säsongen. 
| Nr  | Nr | Datum         | Stefan Gunnarssons lag:                | Putte Nelssons lag:                       | Tittare                 |
| --- | -- | ------------- | -------------------------------------- | ----------------------------------------- | ----------------------- |
| 103 | 1  | 3 mars 2006   | Nanne Grönvall och Robert Gustafsson   | Blossom Tainton Lindquist och Chris Lindh | Cirka 2 050 000 tittare |
| 104 | 2  | 10 mars 2006  | Sara Lindh och Peter Jöback            | Charlott Strandberg och Bengt Bauler      | Cirka 1 405 000 tittare |
| 105 | 3  | 17 mars 2006  | Anna Sahlin och Claes af Geijerstam    | Lotta Engberg och Jimmy Jansson           | Cirka 1 995 000 tittare |
| 106 | 4  | 24 mars 2006  | Sarah Dawn Finer och Rennie Mirro      | Hanna Hedlund och Martin Stenmarck        | Cirka 2 085 000 tittare |
| 107 | 5  | 31 mars 2006  | Vivian Cardinal och Andrés Esteche     | Viktoria Tolstoy och Fredrik Swahn        | Cirka 2 035 000 tittare |
| 108 | 6  | 7 april 2006  | Meja och Claes Malmberg                | Jessica Andersson och Papa Dee            | Cirka 2 190 000 tittare |
| 109 | 7  | 14 april 2006 | Karl Martindahl och Lasse Brandeby     | Jessica Folcker och Lasse Kronér          | Cirka 1 910 000 tittare |
| 110 | 8  | 21 april 2006 | Sara Löfgren och Brolle                | Mi Ridell och Daniel Lindquist            | Cirka 2 030 000 tittare |
| 111 | 9  | 28 april 2006 | Linda Bengtzing och Thomas Petersson   | Maria Lundqvist och Göran Rudbo           | Cirka 1 990 000 tittare |
| 112 | 10 | 5 maj 2006    | Pernilla Wahlgren och Kim Sulocki      | Vanna Rosenberg och Pablo Cepeda          | Cirka 1 765 000 tittare |
| 113 | 11 | 12 maj 2006   | Jenny Silver och Oskar Bly             | Markoolio och Andreas Lundstedt           | Cirka 1 640 000 tittare |
| 114 | 12 | 19 maj 2006   | Kerstin Ryhed Lundin och Anders Lundin | Rigmor Gustafsson och Stephen Simmonds    | Cirka 1 895 000 tittare |

## Säsong 12 (2007)
Den tolfte säsongen av "Så ska det låta" började sändas fredagen den 19 januari 2007 med säsongsavslutning fredagen den 6 april. Programledare var Peter Settman och pianister var återigen Stefan Gunnarsson och Putte Nelsson.
| Nr  | Nr | Datum            | Stefan Gunnarssons lag:                   | Putte Nelssons lag:                   | Tittare                 |
| --- | -- | ---------------- | ----------------------------------------- | ------------------------------------- | ----------------------- |
| 115 | 1  | 19 januari 2007  | Caroline af Ugglas och Ola                | Anna Book och Peter Johansson         | Cirka 1 860 000 tittare |
| 116 | 2  | 26 januari 2007  | Anne-Lie Rydé och Lill Lindfors           | Henrik Rongedal och Magnus Rongedal   | Cirka 1 790 000 tittare |
| 117 | 3  | 2 februari 2007  | Velvet och Chris Lindh                    | Babben Larsson och Måns Zelmerlöw     | Cirka 1 700 000 tittare |
| 118 | 4  | 9 februari 2007  | Maria Möller och Tommy Körberg            | Sarah Dawn Finer och Daniel Lindström | Cirka 1 855 000 tittare |
| 119 | 5  | 16 februari 2007 | Kishti Tomita och Jakob Samuel            | Hanna Lindblad och Rennie Mirro       | Cirka 2 075 000 tittare |
| 120 | 6  | 23 februari 2007 | Anna Christoffersson och Magnus Bäcklund  | Jessica Marberger och Lasse Berghagen | Cirka 1 795 000 tittare |
| 121 | 7  | 2 mars 2007      | Carin Hjulström-Livh och Niklas Hjulström | Sanna Nielsen och Claes Malmberg      | Cirka 1 775 000 tittare |
| 122 | 8  | 9 mars 2007      | Sara Löfgren och Mats Ronander            | LaGaylia Frazier och Jan Åström       | Cirka 1 725 000 tittare |
| 123 | 9  | 16 mars 2007     | Linda Bengtzing och Roger Pontare         | Malena Laszlo och Niklas Andersson    | Cirka 1 755 000 tittare |
| 124 | 10 | 23 mars 2007     | Jessica Andersson och Fredde Granberg     | Jennifer Brown och Pablo Cepeda       | Cirka 1 660 000 tittare |
| 125 | 11 | 30 mars 2007     | Cecilia Vennersten och Lasse Kronér       | Shirley Clamp och Sonja Aldén         | Cirka 1 430 000 tittare |
| 126 | 12 | 6 april 2007     | Anders Ekborg och Dan Ekborg              | Charlotte Perrelli och Dea Norberg    | Cirka 1 840 000 tittare |

## Säsong 13 (2008)
Den trettonde säsongen av "Så ska det låta" började sändas fredagen den 29 februari 2008 med säsongsavslutning fredagen den 16 maj. Programledare var Peter Settman och pianister var Stefan Gunnarsson och Putte Nelsson.
| Nr  | Nr | Datum            | Stefan Gunnarssons lag:              | Putte Nelssons lag:                    | Tittare                 |
| --- | -- | ---------------- | ------------------------------------ | -------------------------------------- | ----------------------- |
| 127 | 1  | 29 februari 2008 | Marie Lindberg och Chris Lindh       | Sonja Aldén och Danny Saucedo          | Cirka 1 880 000 tittare |
| 128 | 2  | 7 mars 2008      | Amy Diamond och Fredrik Swahn        | Sofia Källgren och Rafael Edholm       | Cirka 1 685 000 tittare |
| 129 | 3  | 14 mars 2008     | Jenny Berggren och Magnus Carlsson   | Åsa Fång och Robert Gustafsson         | Cirka 1 910 000 tittare |
| 130 | 4  | 21 mars 2008     | Anna Sahlin och Peter Johansson      | Carola Häggkvist och Andreas Johnson   | Cirka 1 615 000 tittare |
| 131 | 5  | 28 mars 2008     | Kalle Moraeus och Bengan Janson      | Sussie Eriksson och Annika Andersson   | Cirka 1 535 000 tittare |
| 132 | 6  | 4 april 2008     | Frida Öhrn och Joacim Cans           | Linda Bengtzing och Brolle             | Cirka 2 000 000 tittare |
| 133 | 7  | 11 april 2008    | Molly Sandén och Magnus Bäcklund     | Nanne Grönvall och Erik Segerstedt     | Cirka 1 675 000 tittare |
| 134 | 8  | 18 april 2008    | Viktoria Tolstoy och Johan Boding    | Agneta Sjödin och Christer Sjögren     | Cirka 1 650 000 tittare |
| 135 | 9  | 25 april 2008    | Lotta Engberg och Amit Paul          | Britta Bergström och Andreas Lundstedt | Cirka 1 630 000 tittare |
| 136 | 10 | 2 maj 2008       | Sarah Dawn Finer och Patrik Isaksson | Nana Hedin och Fred Johanson           | Cirka 1 645 000 tittare |
| 137 | 11 | 9 maj 2008       | Hanna Hedlund och Lina Hedlund       | Frank Ådahl och Simon Ådahl            | Cirka 1 270 000 tittare |
| 138 | 12 | 16 maj 2008      | Jill Johnson och Lill-Babs           | Henrik Rongedal och Magnus Rongedal    | Cirka 1 595 000 tittare |

## Säsong 14 (2009)
Referens:
Den fjortonde säsongen av "Så ska det låta" började sändas fredagen den 27 februari 2009 med säsongsavslutning fredagen den 15 maj. Programledare var Peter Settman och pianister var Stefan Gunnarsson och Putte Nelsson.
| Nr  | Nr | Datum            | Stefan Gunnarssons lag:                    | Putte Nelssons lag:                      | Tittare                 |
| --- | -- | ---------------- | ------------------------------------------ | ---------------------------------------- | ----------------------- |
| 139 | 1  | 27 februari 2009 | Sonja Aldén och Markoolio                  | Sibel Redzep och Brolle                  | Cirka 1 952 000 tittare |
| 140 | 2  | 6 mars 2009      | Jill Johnson och Martin Stenmarck          | Frida Muranius och Olle Jönsson          | Cirka 1 870 000 tittare |
| 141 | 3  | 13 mars 2009     | Marie Picasso och Claes Malmberg           | Jessica Andersson och Lasse Holm         | Cirka 1 710 000 tittare |
| 142 | 4  | 20 mars 2009     | Nina Söderquist och Kingen                 | Lill Lindfors och Måns Zelmerlöw         | Cirka 1 860 000 tittare |
| 143 | 5  | 27 mars 2009     | Tone Norum och Sulo                        | Kikki Danielsson och David Lindgren      | Cirka 1 465 000 tittare |
| 144 | 6  | 3 april 2009     | Sara Löfgren och Markus Fagervall          | Shirley Clamp och Thomas Järvheden       | Cirka 1 800 000 tittare |
| 145 | 7  | 10 april 2009    | Molly Sandén och Jan Johansen              | Charlotte Perrelli och Ola               | Cirka 1 365 000 tittare |
| 146 | 8  | 17 april 2009    | Agnes Carlsson och Magnus Skogsberg Tear   | Sanna Nielsen och Johan Wester           | Cirka 1 745 000 tittare |
| 147 | 9  | 24 april 2009    | LaGaylia Frazier och Gabriel Forss         | Caroline af Ugglas och Samuel Ljungblahd | Cirka 1 600 000 tittare |
| 148 | 10 | 1 maj 2009       | Emilia de Poret och Peter Johansson        | September och Mojje                      | Cirka 1 230 000 tittare |
| 149 | 11 | 8 maj 2009       | Rigmor Gustafsson och Christina Gustafsson | E-Type och Roger Pontare                 | Cirka 1 465 000 tittare |
| 150 | 12 | 15 maj 2009      | Rennie Mirro och Zoie Finer                | Pernilla Wahlgren och Niclas Wahlgren    | Cirka 1 600 000 tittare |

## Säsong 15 (2010)
Referens:
Sändningen av den femtonde säsongen av "Så ska det låta" flyttades fram tjugo dagar jämfört med föregående år. Den började sändas fredagen den 19 mars 2010 med säsongsavslutning fredagen den 4 juni. Programledare var Peter Settman och pianister var Stefan Gunnarsson och Putte Nelsson.
| Nr  | Nr | Datum         | Stefan Gunnarssons lag:                                              | Putte Nelssons lag:                                            | Tittare                 |
| --- | -- | ------------- | -------------------------------------------------------------------- | -------------------------------------------------------------- | ----------------------- |
| 151 | 1  | 19 mars 2010  | Cookies 'N' Beans (Frida Öhrn, Linda Ström och Charlotte Centervall) | E.M.D. (Erik Segerstedt, Mattias Andréasson och Danny Saucedo) | Cirka 1 880 000 tittare |
| 152 | 2  | 26 mars 2010  | Timo Räisänen och Måns Jälevik                                       | Lina Hedlund och Tess Merkel                                   | Cirka 1 515 000 tittare |
| 153 | 3  | 2 april 2010  | Rickard Olsson och Lotta Engberg                                     | Sarah Dawn Finer och Patrik Lundström                          | Cirka 1 695 000 tittare |
| 154 | 4  | 9 april 2010  | Peter Magnusson och Pernilla Wahlgren                                | Petra Mede och Tommy Körberg                                   | Cirka 1 865 000 tittare |
| 155 | 5  | 16 april 2010 | Alexander Rybak och Maria Haukaas Storeng                            | Shirley Clamp och Robert Gustafsson                            | Cirka 2 185 000 tittare |
| 156 | 6  | 23 april 2010 | Pauline och Rigo                                                     | Linda Bengtzing och Magnus Bäcklund                            | Cirka 1 870 000 tittare |
| 157 | 7  | 30 april 2010 | Nina Söderquist och Ola Forssmed                                     | Vanna Rosenberg och Östen Eriksson                             | Cirka 1 160 000 tittare |
| 158 | 8  | 7 maj 2010    | Anna Maria Espinosa och Sebastian Karlsson                           | Caroline Kuhmunen och Kevin Borg                               | Cirka 1 550 000 tittare |
| 159 | 9  | 14 maj 2010   | Nanne Grönvall och Stefan Nykvist                                    | Jessica Heribertsson och David Lindgren                        | Cirka 1 305 000 tittare |
| 160 | 10 | 21 maj 2010   | Sara Löfgren och Johan Boding                                        | Amy Diamond och Samuel Ljungblahd                              | Cirka 1 365 000 tittare |
| 161 | 11 | 28 maj 2010   | Jenny Silver och Mats Ronander                                       | Daniel Lindström och Anne-Lie Rydé                             | Cirka 1 350 000 tittare |
| 162 | 12 | 4 juni 2010   | Blossom Tainton Lindquist och Kayo Shekoni                           | Markoolio och Benjamin Wahlgren Ingrosso                       | Cirka 1 070 000 tittare |

## Säsong 16 (2011)
Den sextonde säsongen av "Så ska det låta" började sändas fredagen den 25 mars 2011 med säsongsavslutning fredagen den 3 juni. Programledare var Peter Settman. Nya pianister vid flygeln var Angelica Alm och Marika Willstedt. Förutvarande pianisten Stefan Gunnarsson kom tillbaka som tävlande i nionde programmet tillsammans med Jill Johnson.
| Nr  | Nr | Datum         | Marika Willstedts lag:                                      | Angelica Alms lag:                                         | Tittare                 |
| --- | -- | ------------- | ----------------------------------------------------------- | ---------------------------------------------------------- | ----------------------- |
| 163 | 1  | 18 mars       | Tommy Ekman och Christer Sandelin                           | Alcazar (Andreas Lundstedt, Lina Hedlund och Tess Merkel)  | Cirka 1 775 000 tittare |
| 164 | 2  | 25 mars 2011  | Lill-Babs och Malin Berghagen                               | Ann-Louise Hanson och Josefin Glenmark                     | Cirka 1 500 000 tittare |
| 165 | 3  | 1 april 2011  | Linda Pritchard och Erik Segerstedt                         | Helena Josefsson och Brolle                                | Cirka 1 665 000 tittare |
| 166 | 4  | 8 april 2011  | Lotta Engberg och Thomas Petersson                          | Lena Maria Klingvall och Fredrik Swahn                     | Cirka 1 805 000 tittare |
| 167 | 5  | 15 april 2011 | Nanne Grönvall och Jessica Andersson                        | Lasse Kronér och Claes Malmberg                            | Cirka 1 955 000 tittare |
| 168 | 6  | 22 april 2011 | Kikki Danielsson och Sulo                                   | Linda Bengtzing och Markoolio                              | Cirka 1 295 000 tittare |
| 169 | 7  | 29 april 2011 | Niklas Strömstedt och Pernilla Andersson                    | Caroline af Ugglas och Ralf Gyllenhammar                   | Cirka 1 660 000 tittare |
| 170 | 8  | 6 maj 2011    | Tina Leijonberg och Albin Flinkas                           | Sara Löfgren och Patrik Isaksson                           | Cirka 1 385 000 tittare |
| 171 | 9  | 13 maj 2011   | Jill Johnson och Stefan Gunnarsson                          | Viktoria Tolstoy och Jakob Samuel                          | Cirka 1 800 000 tittare |
| 172 | 10 | 20 maj 2011   | Jasmine Kara och Eric Gadd                                  | Anna Sahlin och Magnus Carlsson                            | Cirka 1 335 000 tittare |
| 173 | 11 | 27 maj 2011   | Joacim Cans och Roger Pontare                               | Hanna Hedlund och Kalle Moraeus                            | Cirka 1 500 000 tittare |
| 174 | 12 | 3 juni 2011   | Erica Sjöström (Drifters) och Casper Janebrink (Arvingarna) | Melissa Williams (Zlips) och Peter Larsson (Larz-Kristerz) | Cirka 870 000 tittare   |

## Säsong 17 (2012)
Den sjuttonde säsongen av "Så ska det låta" började återigen sändas i januari med start söndagen den 22 januari 2012 och med säsongsavslutning fredagen den 8 april. Programledare var Peter Settman och pianister var Angelica Alm och Marika Willstedt. Inför denna säsong valde SVT att inte visa "Så ska det låta" på fredagar längre, utan bytte sändningsdag till söndagar, dock på samma tid som förra säsongen.
| Nr  | Nr | Datum            | Marika Willstedts lag:                   | Angelica Alms lag:                    | Tittare                 |
| --- | -- | ---------------- | ---------------------------------------- | ------------------------------------- | ----------------------- |
| 175 | 1  | 22 januari 2012  | Jessica Andersson och Jamie Meyer        | Shirley Clamp och Daniel Karlsson     | Cirka 2 055 000 tittare |
| 176 | 2  | 29 januari 2012  | Christine Meltzer och Lina Hedlund       | Katrin Sundberg och Per Andersson     | Cirka 1 870 000 tittare |
| 177 | 3  | 5 februari 2012  | Sibel Redzep och Calle Kristiansson      | Sanna Nielsen och Kalle Moraeus       | Cirka 1 865 000 tittare |
| 178 | 4  | 12 februari 2012 | Anders Eriksson och Jan Rippe            | Knut Agnred och Per Fritzell          | Cirka 2 130 000 tittare |
| 179 | 5  | 19 februari 2012 | Babben Larsson och Andreas Weise         | Carin da Silva och Andreas Lundstedt  | Cirka 2 115 000 tittare |
| 180 | 6  | 26 februari 2012 | Nina Söderqvist och Stefan Gerhardsson   | Sonja Aldén och Oskar Nilsson         | Cirka 1 835 000 tittare |
| 181 | 7  | 4 mars 2012      | Elisabeth Andreassen och Alexander Rybak | Matilda Hansson och Peter Johansson   | Cirka 1 745 000 tittare |
| 182 | 8  | 11 mars 2012     | Lili Päivärinta och Susie Päivärinta     | Kim Kärnfalk och Nina Inhammar Allard | Cirka 1 590 000 tittare |
| 183 | 9  | 18 mars 2012     | Pauline Kamusewu och Stephen Simmonds    | Molly Sandén och Danny Saucedo        | Cirka 1 680 000 tittare |
| 184 | 10 | 25 mars 2012     | Linda Sundblad och Kristoffer Appelquist | Lotta Engberg och Chris Lindh         | Cirka 1 560 000 tittare |
| 185 | 11 | 1 april 2012     | Sarah Dawn Finer och Samuel Ljungblahd   | Caroline Larsson och Anders Ekborg    | Cirka 1 700 000 tittare |
| 186 | 12 | 8 april 2012     | Gunhild Carling och Christer Sjögren     | Elisa Lindström och Hasse Andersson   | Cirka 1 155 000 tittare |

## Säsong 18 (2012–2013)
Den artonde säsongen av "Så ska det låta" började sändas söndagen den 23 december 2012 med säsongsavslutning fredagen den 10 mars 2013. Programledare var Peter Settman och pianister var Angelica Alm och Marika Willstedt. Detta var första gången som "Så ska det låta" valt att visa programmet dagen innan en högtid, i detta fall dagen innan Julafton och dagen innan Nyårsafton.
| Nr  | Nr | Datum            | Marika Willstedts lag:                | Angelica Alms lag:                       | Tittare   |
| --- | -- | ---------------- | ------------------------------------- | ---------------------------------------- | --------- |
| 187 | 1  | 23 december 2012 | Sarah Dawn Finer och Peter Jöback     | Malena Ernman och Kalle Moraeus          | 1 688 000 |
| 188 | 2  | 30 december 2012 | Måns Zelmerlöw och Per Andersson      | Sanna Nielsen och Jessica Andersson      | 2 041 000 |
| 189 | 3  | 6 januari 2013   | Petra Mede och Andreas Lundstedt      | Charlotte Perrelli och Pernilla Wahlgren | 1 901 000 |
| 190 | 4  | 13 januari 2013  | Tone Damli och Robin Stjernberg       | Hanna Hedlund och Sean Banan             | 1 644 000 |
| 191 | 5  | 20 januari 2013  | Shirley Clamp och Erik Amarillo       | Jennifer Brown och David Lindgren        | 1 761 000 |
| 192 | 6  | 27 januari 2013  | Timoteij                              | Calaisa                                  | 1 859 000 |
| 193 | 7  | 3 februari 2013  | Terese Fredenwall och Tommy Nilsson   | Sylvia Vrethammar och Andreas Weise      | 1 749 000 |
| 194 | 8  | 10 februari 2013 | Jasmine Kara och John Lundvik         | Mats Ronander och Mikael Rickfors        | 1 703 000 |
| 195 | 9  | 17 februari 2013 | Hanna Lindblad och Bruno Mitsogiannis | Elisa Lindström och Casper Janebrink     | 1 752 000 |
| 196 | 10 | 24 februari 2013 | Sara Li och Patrik Isaksson           | Nanne Grönvall och Lina Hedlund          | 1 679 000 |
| 197 | 11 | 3 mars 2013      | Linda Bengtzing och Wille Crafoord    | Fridha Lundell och Lasse Holm            | 1 664 000 |
| 198 | 12 | 10 mars 2013     | Zillah & Totte och Mojje              | Amy Diamond och Morgan Alling            | 1 633 000 |

## Säsong 19 (2013–2014)
Kalle Moraeus tog över som programledare efter Peter Settman. 
Den nittonde säsongen firade programmet sitt 200:e avsnitt i samband med sändningen av julavsnittet söndagen den 22 december 2013.
Kalle Moraeus medverkade då tillsammans med de förutvarande programledarna Peter Settman och Peter Harryson i säsongens andra program, tillika det 200:e programmet av "Så ska det låta".
| Nr  | Nr | Datum            | Marika Willstedts lag:                        | Angelica Alms lag:                                                             | Tittare   |
| --- | -- | ---------------- | --------------------------------------------- | ------------------------------------------------------------------------------ | --------- |
| 199 | 1  | 15 december 2013 | Charlotte Perelli och Tommy Körberg           | Sanna Nielsen och Per Andersson                                                | 1 931 000 |
| 200 | 2  | 22 december 2013 | Jessica Andersson och Lotta Engberg           | Lasse Kronér och Claes Malmberg                                                | 1 848 000 |
| 201 | 3  | 29 december 2013 | Sonja Aldén och Christer Sjögren              | Nina Söderquist och Oscar Zia                                                  | 1 944 000 |
| 202 | 4  | 5 januari 2014   | Rickard Herrey, Gigi Hamilton och Tommy Ekman | Galenskaparna och After Shave (Knut Agnred, Jan Rippe och Per Fritzell)        | 971 000   |
| 203 | 5  | 12 januari 2014  | Lars-Åke Wilhelmsson och Peter Jezewski       | Alcazar (Andreas Lundstedt, Lina Hedlund och Tess Merkel)                      | 1 729 000 |
| 204 | 6  | 19 januari 2014  | Lisa Nilsson och Samuel Ljungblahd            | Patrik Isaksson och Shirley Clamp                                              | 1 539 000 |
| 205 | 7  | 26 januari 2014  | Markoolio och Tobbe Blom                      | Anna Sahlene och Helena Paparizou                                              | 1 539 000 |
| 206 | 8  | 2 februari 2014  | Anna Lidman och David Lindgren                | Sean-Magnus (Sean Kelly och Magnus Skogsberg Tear)                             | 1 463 000 |
| 207 | 9  | 9 februari 2014  | Alexander Rybak och Pernilla Wahlgren         | Abalone Dots (Rebecka Hjukström, Sophia Hogman och Louise Holmer)              | 1 572 000 |
| 208 | 10 | 16 februari 2014 | Mary N'diaye och Rigo                         | Christina Lindberg och Olle Jönsson                                            | 1 338 000 |
| 209 | 11 | 23 februari 2014 | Elize Ryd och John Lundvik                    | Anna Book och Rickard Söderberg                                                | 1 258 000 |
| 210 | 12 | 2 mars 2014      | Peter Johansson och Bruno Mitsogiannis        | Hanson Carson och Malmkvist (Ann-Louise Hanson, Towa Carson och Siw Malmkvist) | 1 438 000 |

## Säsong 20 (2015)
Den tjugonde säsongen av Så ska det låta började söndagen den 5 januari 2015. I denna säsong hade Angelica Alm valt att kliva av som pianist och istället var Karin Westerberg pianist tillsammans med Marika Willstedt.
Nedanstående angivna personerna tävlade i 2015 års "Så ska det låta":
| Nr  | Nr | Datum            | Marika Willstedts lag:                                 | Karin Westerbergs lag:                  | Tittare   |
| --- | -- | ---------------- | ------------------------------------------------------ | --------------------------------------- | --------- |
| 211 | 1  | 4 januari 2015   | Annika Andersson och Thomas Petersson                  | Linda Bengtzing och Magnus Carlsson     | 1 866 000 |
| 212 | 2  | 11 januari 2015  | Roland Järverup (Robert Gustafsson) och Erika Sjöström | Tomas di Leva och Hanna Hedlund         | 1 869 000 |
| 213 | 3  | 18 januari 2015  | Hanna Lindblad och Andreas Weise                       | Kristin Amparo och Jasmine Kara         | 1 666 000 |
| 214 | 4  | 25 januari 2015  | Ulf Nilsson och Jessica Andersson                      | Elisa Lindström och Tommy Nilsson       | 1 649 000 |
| 215 | 5  | 1 februari 2015  | Viktoria Tolstoy och Svante Thuresson                  | Shirley Clamp och Johan Wester          | 1 512 000 |
| 216 | 6  | 8 februari 2015  | Helena Paparizou och Stephen Simmonds                  | Martin Rolinski och Sonja Aldén         | 1 515 000 |
| 217 | 7  | 15 februari 2015 | Sean Banan och Tess Merkel                             | Charlotte Perelli och Patrik Martinsson | 1 510 000 |
| 218 | 8  | 22 februari 2015 | JEM                                                    | Gunhild Carling och Casper Janebrink    | 1 474 000 |
| 219 | 9  | 1 mars 2015      | Lena Maria Klingvall och Gladys del Pilar              | Andreas Lundstedt och Shima Niavarani   | 1 513 000 |
| 220 | 10 | 8 mars 2015      | Titti Sjöblom och Jörgen Mörnbäck                      | Bruno Mitsogiannis och Peter Johansson  | 1 587 000 |
| 221 | 11 | 15 mars 2015     | Matte Lagerwall och Linda Pritchard                    | Jakob Samuel och Anne-Lie Rydé          | 1 396 000 |
| 222 | 12 | 22 mars 2015     | Sussie Eriksson och Ola Forssmed                       | JTR                                     | 1 520 000 |

## Säsong 21 (2016)
Den tjugoförsta säsongen av Så ska det låta började söndagen den 10 januari 2016. Programledare var Kalle Moraeus och pianister var Marika Willstedt och Karin Westerberg.
| Nr  | Nr | Datum            | Marika Willstedt:s lag:                                                              | Karin Westerberg:s lag:             | Specialgäst!      |
| --- | -- | ---------------- | ------------------------------------------------------------------------------------ | ----------------------------------- | ----------------- |
| 223 | 1  | 10 januari 2016  | Jersey Boys (Bruno Mitsogiannis, Peter Johansson, David Lindgren och Robert Rydberg) | Jessica Andersson och Per Andersson |                   |
| 224 | 2  | 17 januari 2016  | Sarah Dawn Finer och Nisse Landgren                                                  | Kristin Amparo och Viktoria Tolstoy | Markoolio         |
| 225 | 3  | 24 januari 2016  | Jennifer Brown och Claes Malmberg                                                    | Daniel Norberg och Frida Öhrn       | Lena Philipsson   |
| 226 | 4  | 31 januari 2016  | John Lundvik och Molly Pettersson Hammar                                             | Per Fritzell och Jenny Berggren     |                   |
| 227 | 5  | 7 februari 2016  | Shima Niavarani och Nina Söderquist                                                  | Oscar Zia och Mollie Lindén         | Lasse Berghagen   |
| 228 | 6  | 14 februari 2016 | Jonas Gardell och Joanna Perera                                                      | Wenche Myhre och Amy Deasismont     |                   |
| 229 | 7  | 21 februari 2016 | Alcazar (Andreas Lundstedt, Tess Merkel och Lina Hedlund)                            | Just D                              | Niklas Strömstedt |
| 230 | 8  | 28 februari 2016 | Peter Larsson och Josefin Johansson                                                  | Lasse Kronér och Shirley Clamp      |                   |

## Säsong 22 (2017)
Den tjugoandra säsongen av Så ska det låta började söndagen den 8 januari 2017. Programledare var Kalle Moraeus och pianister var Marika Willstedt och Karin Westerberg.
| Nr  | Nr | Datum            | Karin Westerbergs Lag:                                         | Marika Willstedts Lag:                                    | Specialgäst!   |
| --- | -- | ---------------- | -------------------------------------------------------------- | --------------------------------------------------------- | -------------- |
| 231 | 1  | 8 januari 2017   | Afro-Dite (Gladys del Pilar, Blossom Tainton och Kayo Shekoni) | Rickard Söderberg och Saraha                              | Danny Saucedo  |
| 232 | 2  | 15 januari 2017  | Sonja Aldén och David Lindgren                                 | Alcazar (Andreas Lundstedt, Tess Merkel och Lina Hedlund) |                |
| 233 | 3  | 22 januari 2017  | Gunhild Carling och Boris René                                 | Magnus Carlsson och Emil Gullhamn                         | Magnus Uggla   |
| 234 | 4  | 29 januari 2017  | Lars-Åke Wilhelmsson och Martin Almgren                        | Wiktoria och Robin Bengtsson                              |                |
| 235 | 5  | 5 februari 2017  | Tommy Nilsson och Hanna Hedlund                                | Ebba Busch Thor och LaGaylia Frazier                      |                |
| 236 | 6  | 12 februari 2017 | Anne-Lie Rydé och Martin Rolinski                              | Ankan Johansson och Emmi Christensson                     | Arja Saijonmaa |
| 237 | 7  | 19 februari 2017 | Linda Bengtzing och Thomas di Leva                             | Elisa Lindström och Thomas Järvheden                      |                |
| 238 | 8  | 26 februari 2017 | Robert Gustafsson och Cecilia Wrangel                          | Vanna Rosenberg och Kim Sulocki                           |                |

## Säsong 23 (2018)
Den tjugotredje säsongen av Så ska det låta började söndagen den 7 januari 2018. Ny programledare var Sarah Dawn Finer. Marika Willstedt kvarstod som pianist medan Karin Westerberg ersattes av Emanuel Norrby.
Dessa tävlade i 2018 års "Så ska det låta"
| Nr  | Nr | Datum            | Marika Willstedts Lag:                   | Emanuel Norbys Lag:                    |
| --- | -- | ---------------- | ---------------------------------------- | -------------------------------------- |
| 239 | 1  | 7 januari 2018   | Shirley Clamp och Ralf Gyllenhammar      | Lill-Babs och Bruno Mitsogiannis       |
| 240 | 2  | 14 januari 2018  | Håkan "Nordman" Hemlin och Sofia Pekkari | Nassim Al Fakir och Wiktoria           |
| 241 | 3  | 21 januari 2018  | Dolly Style                              | Per Andersson och Maria Persson        |
| 242 | 4  | 28 januari 2018  | Christer Björkman och Charlotte Perrelli | Jessica Andersson och Magnus Carlsson  |
| 243 | 5  | 4 februari 2018  | Sabina Ddumba och Janice Kavander        | Andreas Johnson och Sonja Aldén        |
| 244 | 6  | 11 februari 2018 | Eric Gadd och Ace Wilder                 | Martin Stenmarck och Vanessa Falk      |
| 245 | 7  | 18 februari 2018 | Emma Peters och Tommy Körberg            | Sussie Eriksson och Ida Hallquist      |
| 246 | 8  | 25 februari 2018 | Love Antell och Marit Bergman            | Ann-Louise Hanson och Josefin Glenmark |

## Säsong 24 (2019)
Den 24:de säsongen av "Så ska det låta" började söndagen den 13 januari 2019. Sarah Dawn Finer var kvar som programledare och Marika Willstedt och Emanuel Norrby kvarstod som pianister.
Dessa tävlade i 2019 års "Så ska det låta"
| Nr  | Nr | Datum            | Marika Willstedts Lag:               | Emanuel Norbys Lag:                 |
| --- | -- | ---------------- | ------------------------------------ | ----------------------------------- |
| 247 | 1  | 13 januari 2019  | Linus Wahlgren och Martin Redhe Nord | Mariette och Julia Frej             |
| 248 | 2  | 20 januari 2019  | Hanna Dorsin och Rickard Söderberg   | John Lundvik och Renaida Braun      |
| 249 | 3  | 27 januari 2019  | Claes Malmberg och Ida Redig         | Erik Grönwall och Andreas Lundstedt |
| 250 | 4  | 3 februari 2019  | Eric Saade och Shirin                | Josefin Johansson och David Sundin  |
| 251 | 5  | 10 februari 2019 | Jonas Gardell och Mark Levengood     | Agneta Sjödin och Casper Janebrink  |
| 252 | 6  | 17 februari 2019 | Anna Carlsson och Peter Harryson     | Ellen Bergström och Chris Kläfford  |
| 253 | 7  | 24 februari 2019 | Ola Salo och Cecilia Frode           | Rennie Mirro och Rachel Mohlin      |
| 254 | 8  | 3 mars 2019      | Hanna Hedlund och Viktor Åkerblom    | Philip Jalmelid och Marianne Mörck  |

## Säsong 25 (2020)
Den 25:e säsongen (som också var en jubileumssäsong) av "Så ska det låta" började sändas 12 januari 2020. Av årets sammanlagt 33 olika artister (The Mamas räknas som 3 stycken) var det 13 stycken som var debutanter.
Dessa tävlade i "Så ska det låta" jubileumssäsong (säsong 25) 2020.
| Nr  | Nr | Datum            | Emanuel Norbys Lag:                                           | Marika Willstedts Lag:                    |
| --- | -- | ---------------- | ------------------------------------------------------------- | ----------------------------------------- |
| 255 | 1  | 12 januari 2020  | Kikki Danielsson och Isaac Kuritzén                           | Kristin Kaspersen och Samuel Ljungblahd   |
| 256 | 2  | 19 januari 2020  | Måns Zelmerlöw Per Andersson                                  | Gladys del Pilar och Dogge Doggelito      |
| 257 | 3  | 26 januari 2020  | Hanna Ferm och Robin Bengtsson                                | Siw Malmkvist och Andreas Weise           |
| 258 | 4  | 2 februari 2020  | Lina Hedlund och Roger Pontare                                | Klara Hammarström och Magnus Carlsson     |
| 259 | 5  | 9 februari 2020  | The Mamas (Ashley Haynes, Loulou Lamotte & Dinah Yonas Manna) | Jessica Andersson och Martin Westerstrand |
| 260 | 6  | 16 februari 2020 | Fred Johansson och Elisa Lindström                            | Tuva B Larsen och Morgan Alling           |
| 261 | 7  | 23 februari 2020 | Pernilla Wahlgren och Ola Forssmed                            | Emma Knyckare och Hampus Nessvold         |
| 262 | 8  | 1 mars 2020      | Kristina och David Lindgren                                   | Linda Olsson och Tommy Nilsson            |

## Så ska det låta firar 25 år (2022)
År 2022 firade programmet "Så ska det låta" 25 år. I och med det så valde SVT att låta de fyra tidigare programledarna Peter Harryson, Peter Settman, Kalle Moraeus och Sarah Dawn Finer välja ut två program vardera från sina säsonger som programledare som de tyckte extra mycket om. Här nedan visas vilka program som visades igen.
| Original sändningsår: | Nr | Datum        | Lag # 1:                                                                             | Lag # 2:                            | Programledare som valt avsnittet: |
| --------------------- | -- | ------------ | ------------------------------------------------------------------------------------ | ----------------------------------- | --------------------------------- |
| 2016                  | 1  | 22 maj 2022  | Jersey Boys (Bruno Mitsogiannis, Peter Johansson, David Lindgren och Robert Rydberg) | Jessica Andersson och Per Andersson | Kalle                             |
| 2019                  | 2  | 29 maj 2022  | Linus Wahlgren och Martin Redhe Nord                                                 | Mariette och Julia Frej             | Sarah                             |
| 2003                  | 3  | 11 juni 2022 | Gunilla Backman och Dan Ekborg                                                       | Alice Babs och Titti Sjöblom        | Peter H.                          |
| 2009                  | 4  | 18 juni 2022 | Nina Söderquist och Kingen                                                           | Lill Lindfors och Måns Zelmerlöw    | Peter S.                          |
| 2019                  | 5  | 25 juni 2022 | Anna Carlsson och Peter Harryson                                                     | Ellen Bergström och Chris Kläfford  | Sarah                             |
| 1997                  | 6  | 2 juli 2022  | Viktoria Tolstoy och Putte Wickman                                                   | Lill-Babs och Kjell Lönnå           | Peter H.                          |
| 2016                  | 7  | 9 juli 2022  | Peter Larsson och Josefin Johansson                                                  | Lasse Kronér och Shirley Clamp      | Kalle                             |
| 2007                  | 8  | 30 juli 2022 | Jessica Andersson och Fredde Granberg                                                | Jennifer Brown och Pablo Cepeda     | Peter S.                          |